# سلام، تنهایی؟
سلام، تنهایی؟ (به اسپانیایی: Hola, ¿estás sola?) یک فیلم جاده‌ای اسپانیایی به کارگردانی ایسیار بولائین است که در سال ۱۹۹۵ منتشر شد.

## بازیگران
- سیلکه
- کاندلا پنیا
- آلکس آنگولو
- دانیل گوسمان
- النا ایروئتا